# Karleby centralplan
Karleby centralplan är en fotbollsarena i Karleby i Mellersta Österbotten. Arenan öppnades 1935 och ägs av Karleby stad. Centralplanen är hemmaplan för Gamlakarleby Bollklubb och KPV.